# Albano Sant'Alessandro
Albano Sant'Alessandro [alˈbaːno santaleˈsːandɾo] (Albà Sant’Alissànd [alˈba santaliˈsant], Lbà Sant’Alissànd [ˈlba santaliˈsant] o semplicemente Albà in dialetto bergamasco) è un comune italiano di 8 279 abitanti della provincia di Bergamo in Lombardia.
Posto ai piedi della collina di San Giorgio e della Valle d'Albano, sulla ex strada statale 42 del Tonale e della Mendola
da Bergamo porta verso la Val Cavallina e la Valcalepio, bagnato dal torrente Zerra.

## Storia
La maggior parte degli storici è propensa ad attribuirne la genesi al nome del suo possessore, del suo gruppo di appartenenza:
a tal riguardo tutti concordano nell'individuarne una matrice romana.
La forma del nome riconduce ad un antico Albanium, dimostra che in questo luogo si era stabilita o aveva possedimenti la famiglia degli Albii all'epoca romana.
Questa famiglia era assai diffusa nell'Italia Superiore, lo provano l'Albese comasco e l'Albiate in Brianza.
La prima documentazione scritta che riporta il nome del paese è databile attorno all'anno 1000.
La bonifica dei terreni determinò una capillare diffusione degli insediamenti abitativi, con culture prevalentemente cerealicole e la realizzazione di un'importante rete viaria, comprendente la Via Francesca, usata anche per motivi militari.
Su questa via, in prossimità dell'oratorio dei Santi Cosma e Damiano, fu ritrovata la celebre colonna miliare, considerata tra le epigrafi romane più importanti della Provincia di Bergamo.
Dopo il declino dell'impero romano, il territorio di Albano sarebbe stato devastato a più riprese (1379, 1398, 1403), saccheggiato ed incendiato dai ghibellini giacché gli abitanti del paese erano guelfi.
Nel 1428, unitamente a Bergamo, il territorio fu sottomesso alla Repubblica di Venezia.
Entrando a far parte dei domini della Serenissima, si chiusero di fatto i periodi delle guerre tra Guelfi e Ghibellini, ed il paese vide un periodo di tranquillità.
I veneziani, tra le altre cose, effettuarono opere volte all'irrigazione del territorio, su tutte la Roggia Borgogna, al fine di favorire le attività agricole presenti.
Durante il dominio veneto alcuni abitanti del paese riuscirono ad ottenere incarichi prestigiosi nelle gerarchie politiche della città lagunare.

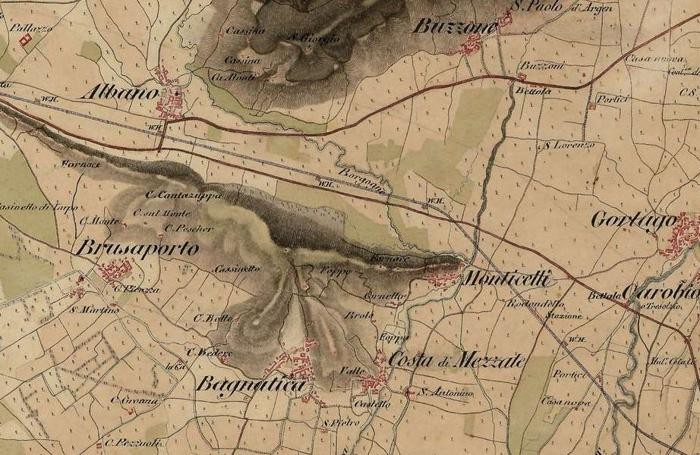
Albano Sant'Alessandro e dintorni negli anni 1860

### Simboli
Lo stemma e il gonfalone del comune sono stati concessi con decreto del presidente della Repubblica del 5 settembre 1963.
Ornamenti esteriori da Comune.»
(D.P.R. 5 settembre 1963)
Le prime proposte per la creazione dello stemma comunale risalgono agli anni Quaranta del secolo scorso, ma le pratiche furono sospese a causa degli eventi bellici.
Il 20 ottobre 1950 il sindaco fece domanda di concessione di uno stemma che prevedeva la presenza nello scudo di una banda ondata d'azzurro, a rappresentare la Roggia Borgogna, di una ruota dentata e di una stella, simbolo di buon augurio e delle frazioni del comune, ma la bozza non fu approvata.
Il 6 ottobre 1962 furono definite le caratteristiche araldiche dello stemma attuale: l'oro e il rosso riprendono gli smalti della provincia di Bergamo; l'attuale denominazione di Albano Sant'Alessandro fu introdotta con il regio decreto n. 1426 del 28 giugno 1863, per cui fu naturale aggiungere l'effige di sant'Alessandro raffigurato nella sua iconografia tradizionale in veste di soldato romano con il vessillo e la palma del martirio; la stella a sei punte fu mantenuta a ricordo delle sei frazioni del paese.
Il gonfalone è un drappo di giallo.

## Monumenti e luoghi d'interesse
Il santuario della Madonna delle Rose è ancor oggi meta di pellegrinaggi oggetto di devozione per l'apparizione della Madonna a due viandanti, che sarebbe avvenuta nel 1417, al pari della medievale chiesa di San Giorgio, posta sulla collina che sovrasta il paese.
Nel borgo storico vi sono anche dei resti di una fortificazione medievali, riconducibile al periodo in cui gli scontri tra le fazioni guelfe e ghibelline andavano assumendo toni sempre più accesi.
La chiesa parrocchiale dei santi Cornelio e Cipriano, che fu riedificata nel XVIII secolo su una preesistente pieve del XII secolo.
Il territorio comunale, è una zona densamente popolata con forte presenza di aree edificate.
Comunque negli ultimi anni si sono moltiplicate le iniziative per rivalorizzare gli spazi verdi ancora presenti.
Tra questi vi è la valle di Albano, un polmone verde posto ai piedi dal crinale che unisce il colle d'Argon con il colle di San Giorgio, che è stato inserito in un Parco locale di interesse sovracomunale denominato Parco delle valli d'Argon.

## Società

### Evoluzione demografica
Abitanti censiti

## Infrastrutture e trasporti
Il paese è servito da una stazione ferroviaria della linea Lecco-Brescia che permette di raggiungere Bergamo in una decina di minuti. Il servizio prevede un treno ogni ora lungo l'arco della giornata, presente sia nei giorni feriali sia in quelli festivi.

## Amministrazione
| Periodo          | Periodo          | Primo cittadino | Partito                             | Carica                           | Note   |
| ---------------- | ---------------- | --------------- | ----------------------------------- | -------------------------------- | ------ |
| 25 giugno 1985   | 13 luglio 1990   | Giacomo Zanetti | Democrazia Cristiana                | Sindaco                          |        |
| 21 luglio 1990   | 12 febbraio 1994 | Ezio Piccinelli | Democrazia Cristiana                | Sindaco                          |        |
| 12 febbraio 1994 | 13 giugno 1994   | Angelo Radassao |                                     | Comm. pref., Comm. Straordinario | [ 11 ] |
| 13 giugno 1994   | 25 maggio 1998   | Gianmario Zanga | Alleanza Nazionale                  | Sindaco                          |        |
| 25 maggio 1998   | 28 maggio 2002   | Gianmario Zanga | Lista Civica                        | Sindaco                          |        |
| 28 maggio 2002   | 29 maggio 2007   | Dario Odelli    | Lega Nord                           | Sindaco                          |        |
| 29 maggio 2007   | 7 maggio 2012    | Dario Odelli    | Lega Nord                           | Sindaco                          |        |
| 7 maggio 2012    | 3 marzo 2021     | Maurizio Donisi | Lista Civica                        | Sindaco                          |        |
| 3 marzo 2021     | 4 ottobre 2021   | Domenico Marino |                                     | Comm. pref., Comm. Straordinario | [ 12 ] |
| 4 ottobre 2021   | in carica        | Gianmario Zanga | Lista Civica area FdI La tua ALbano | in carica                        |        |

## Galleria d'immagini

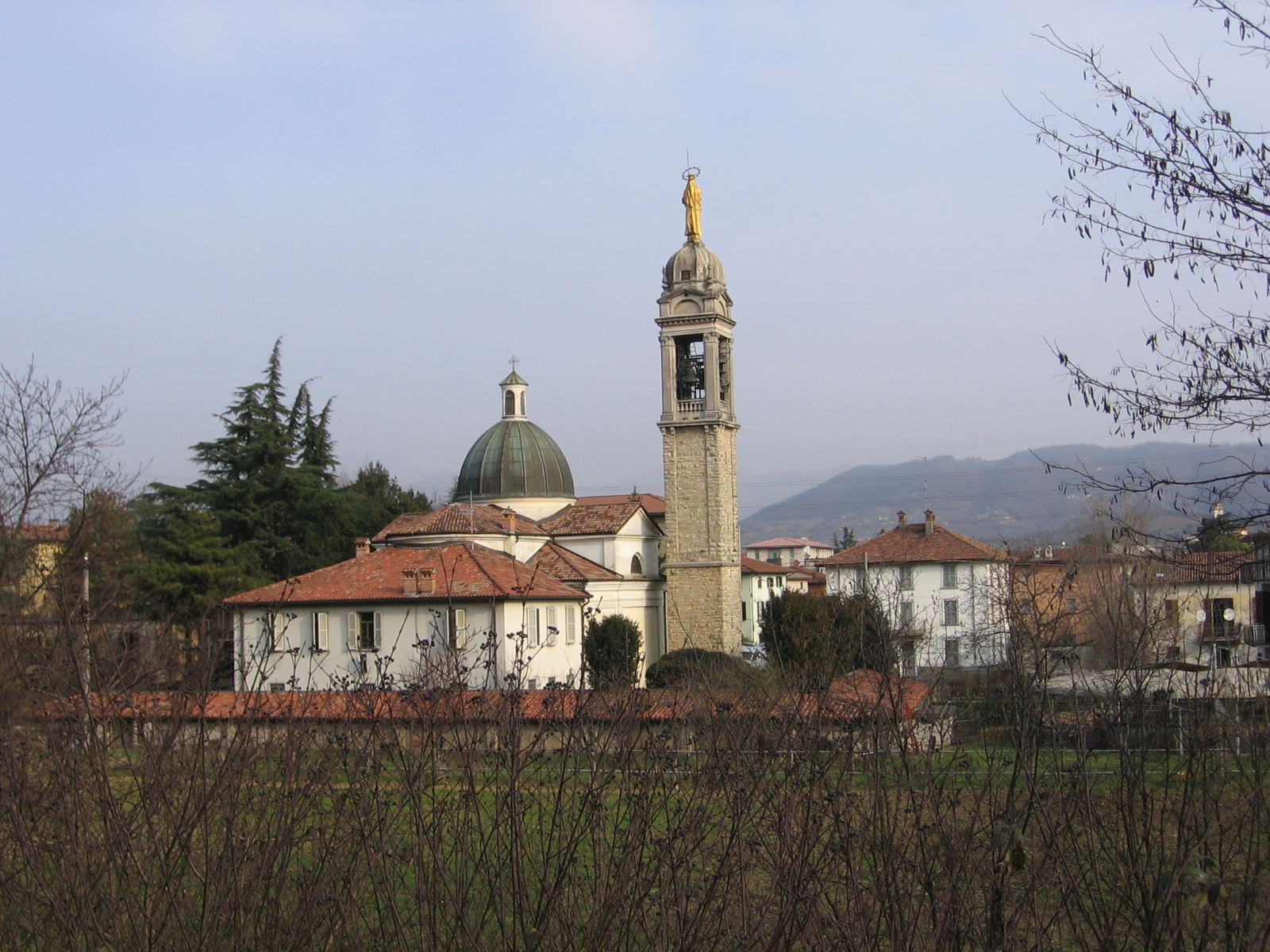
Madonna delle Rose
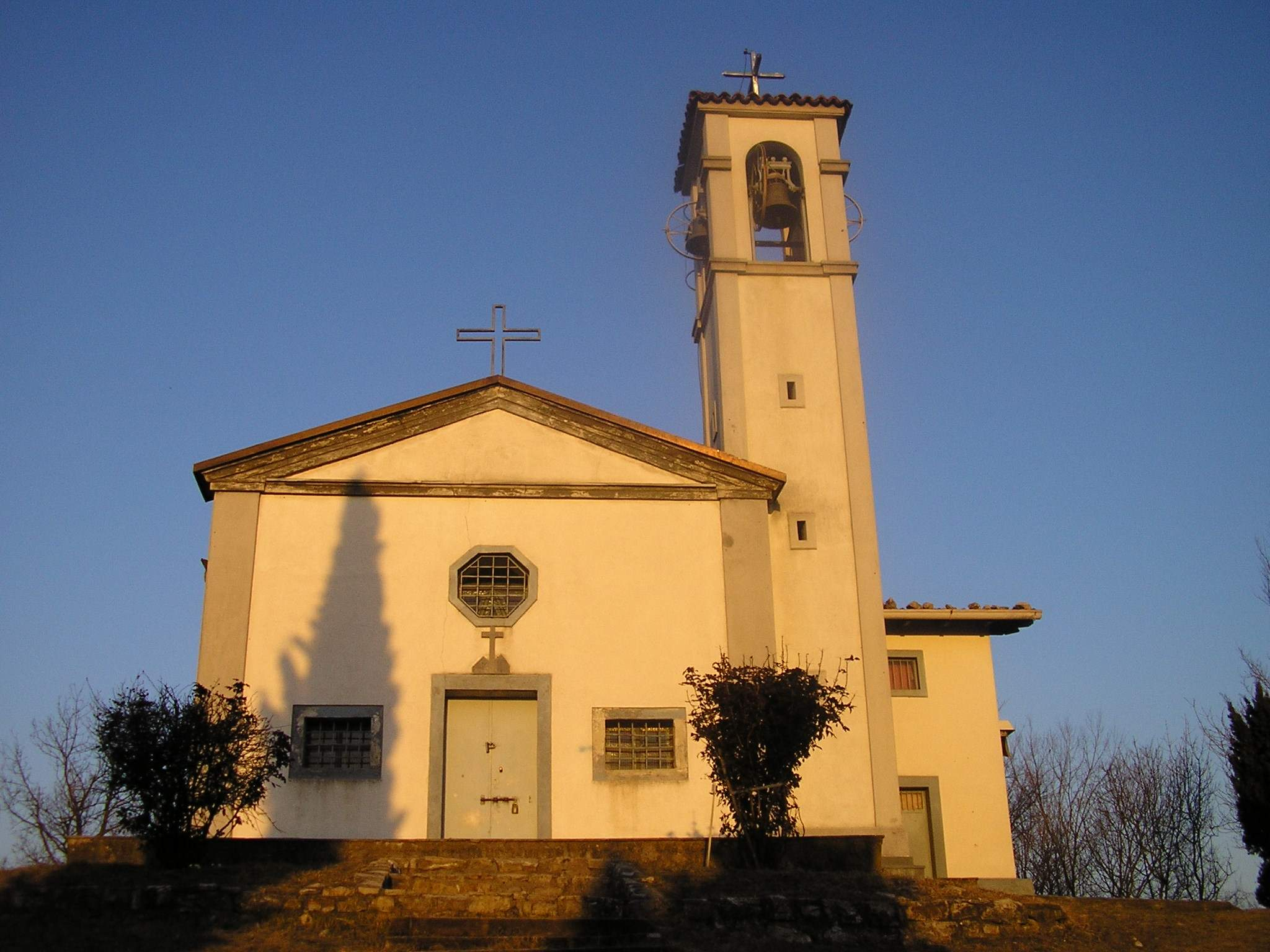
San Giorgio
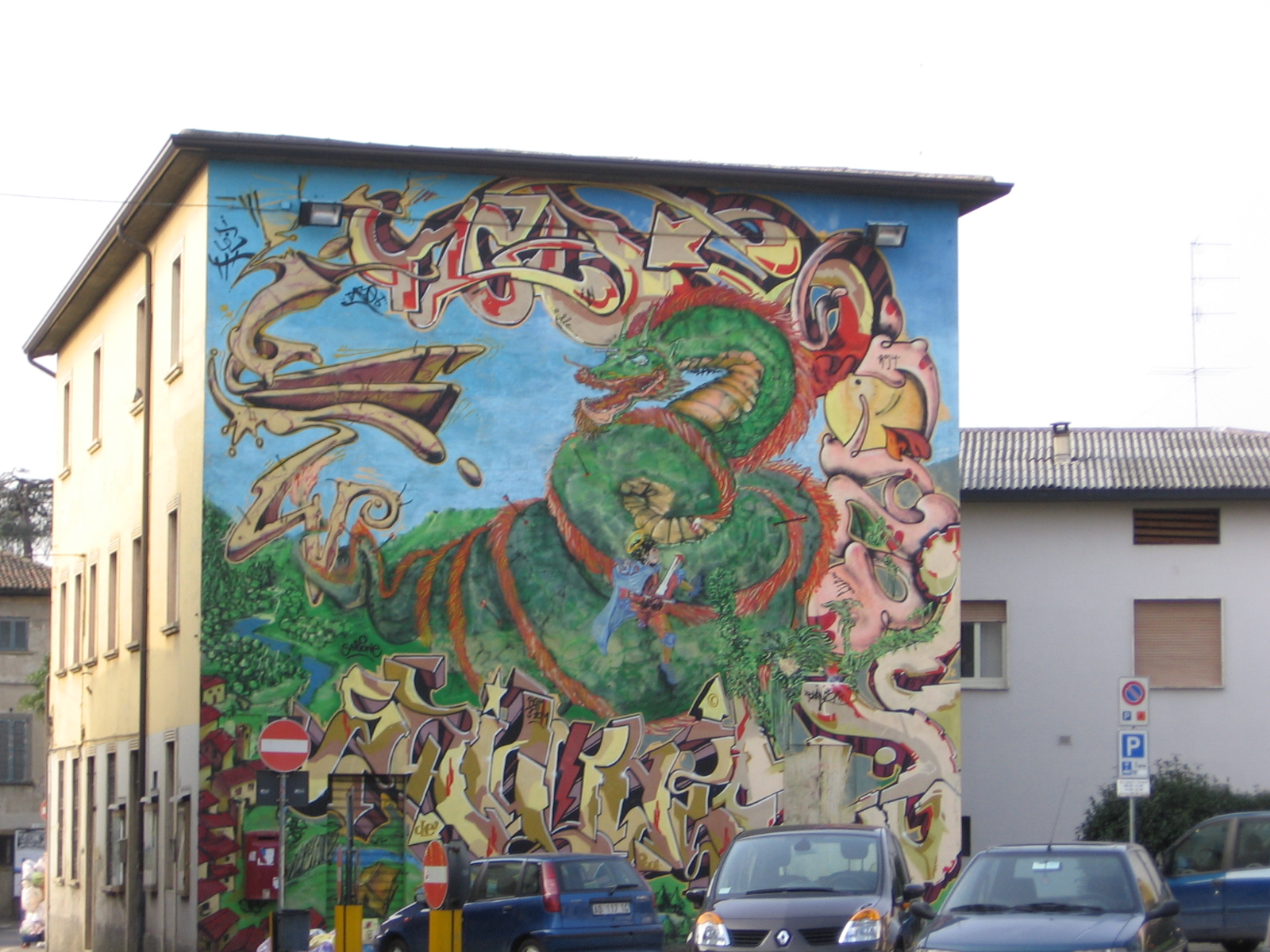
Vecchio Murales Rimosso
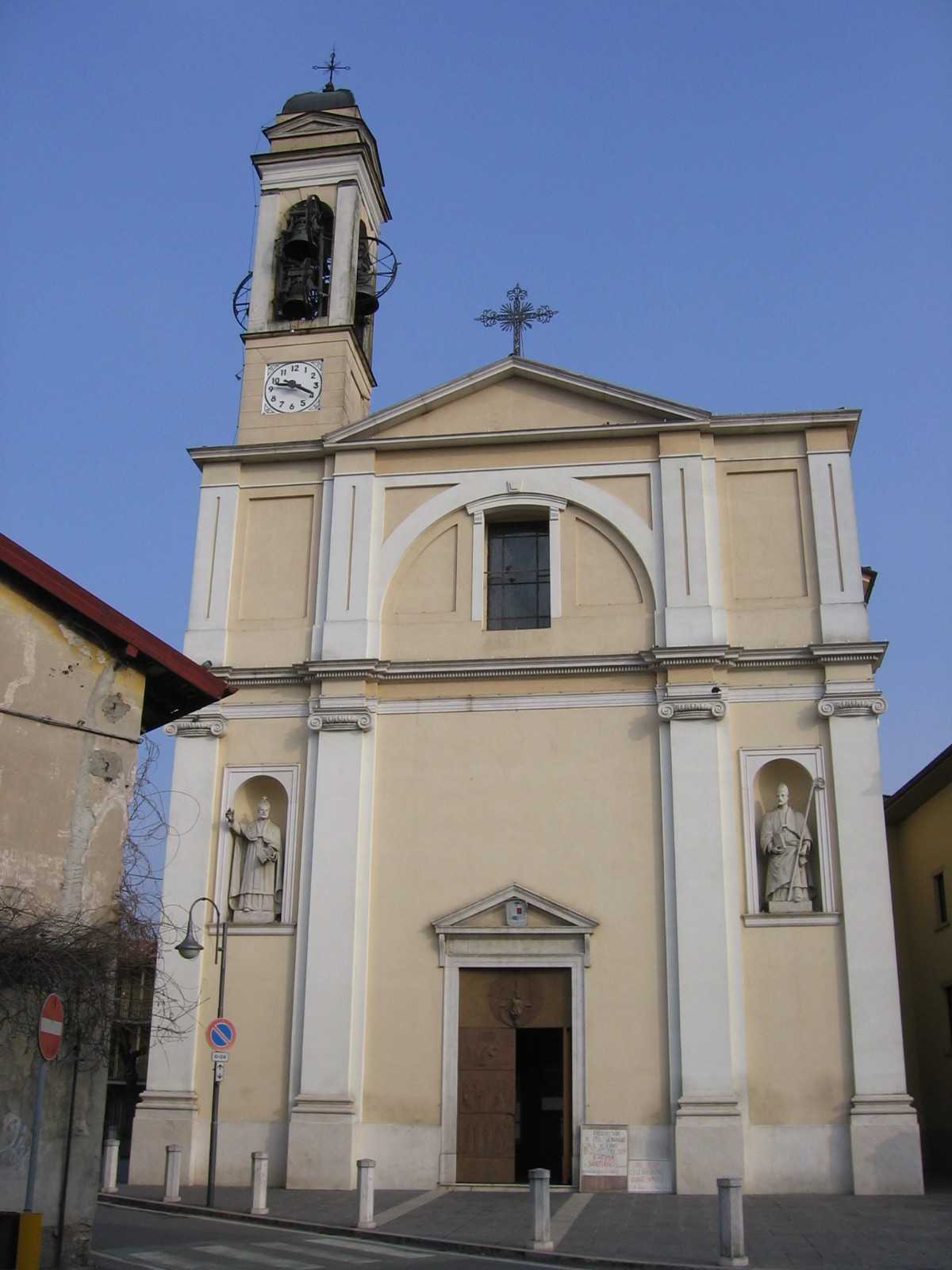
Parrocchia
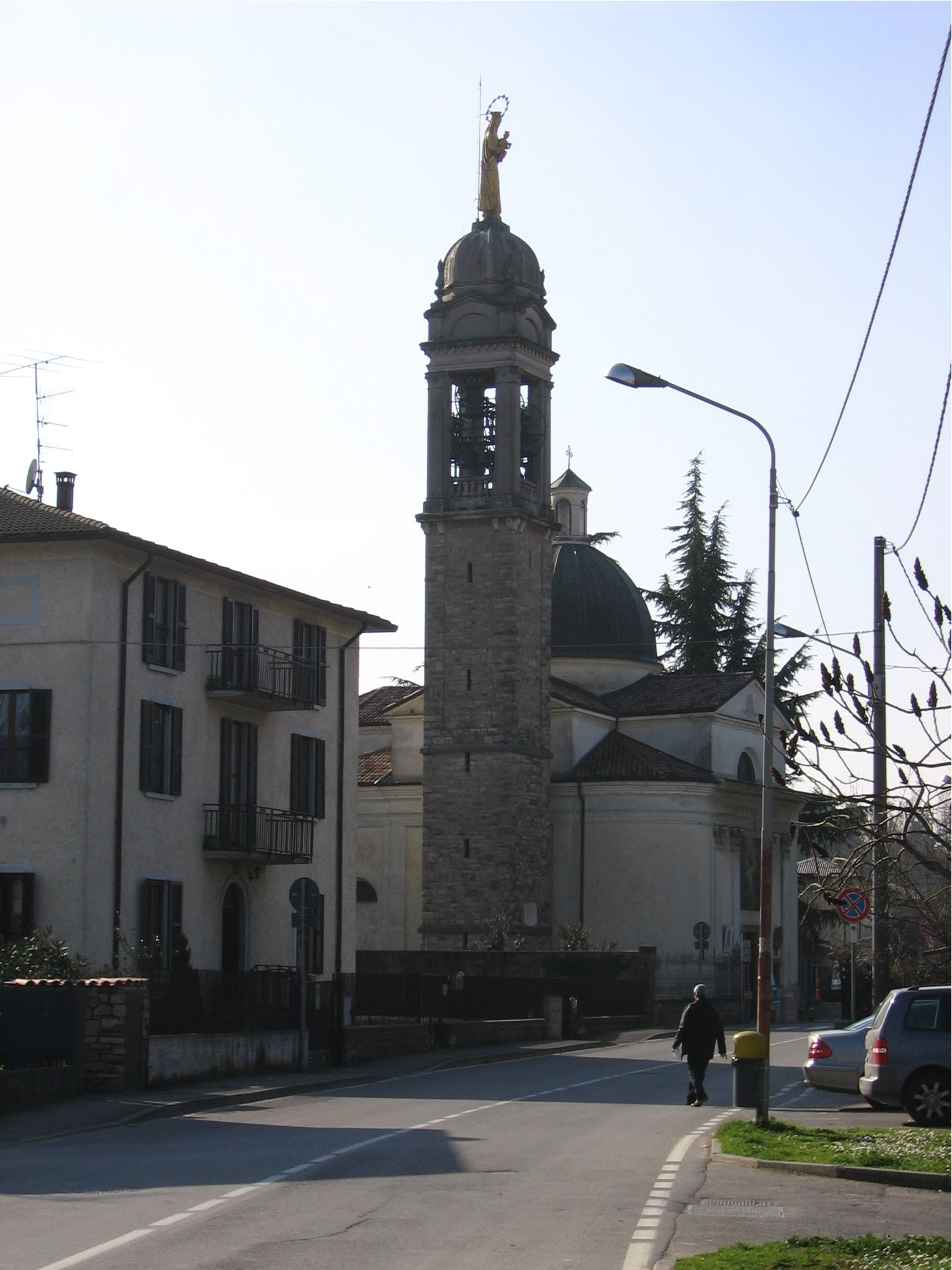
Madonna delle Rose
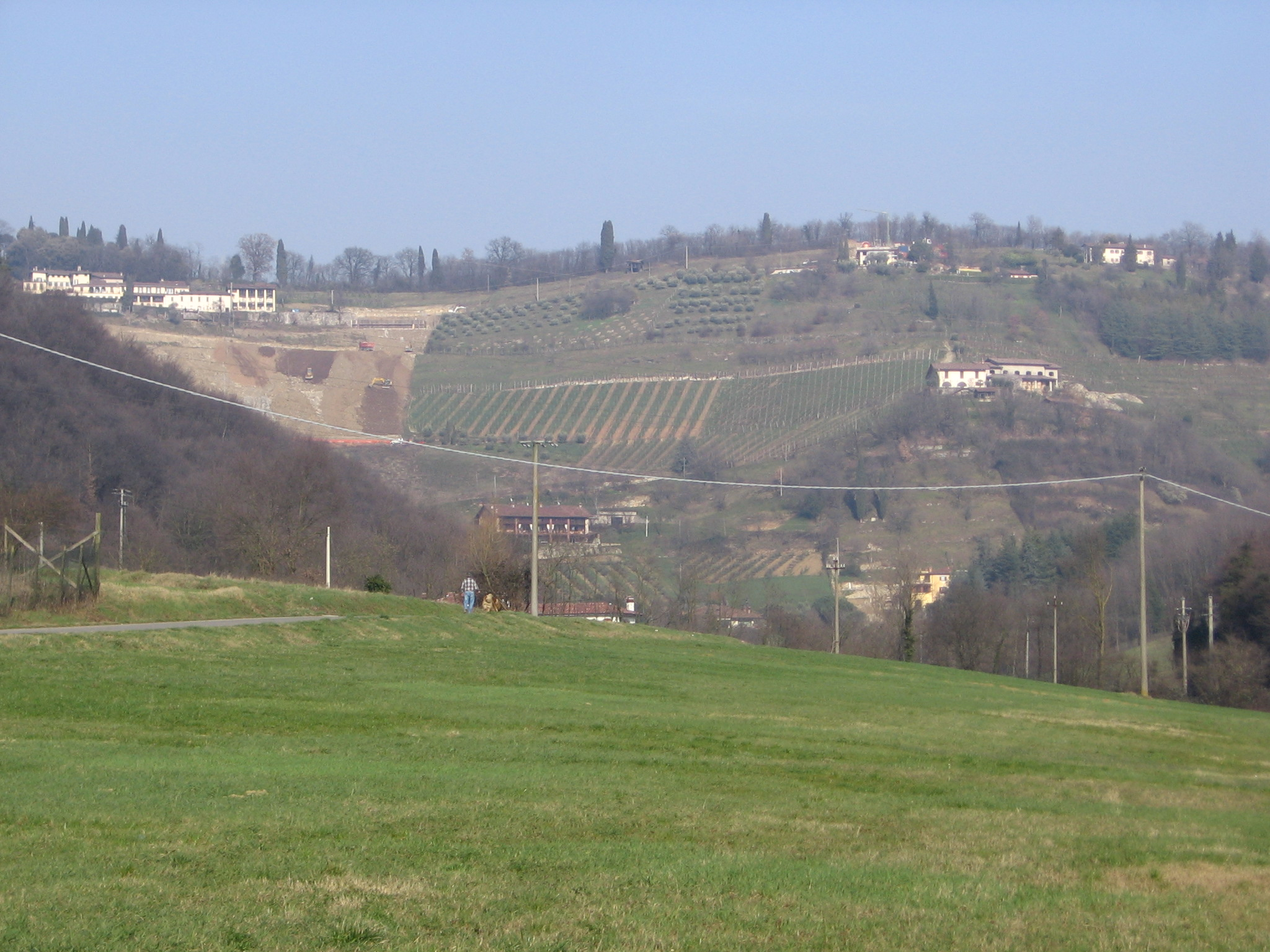
Valle di Albano
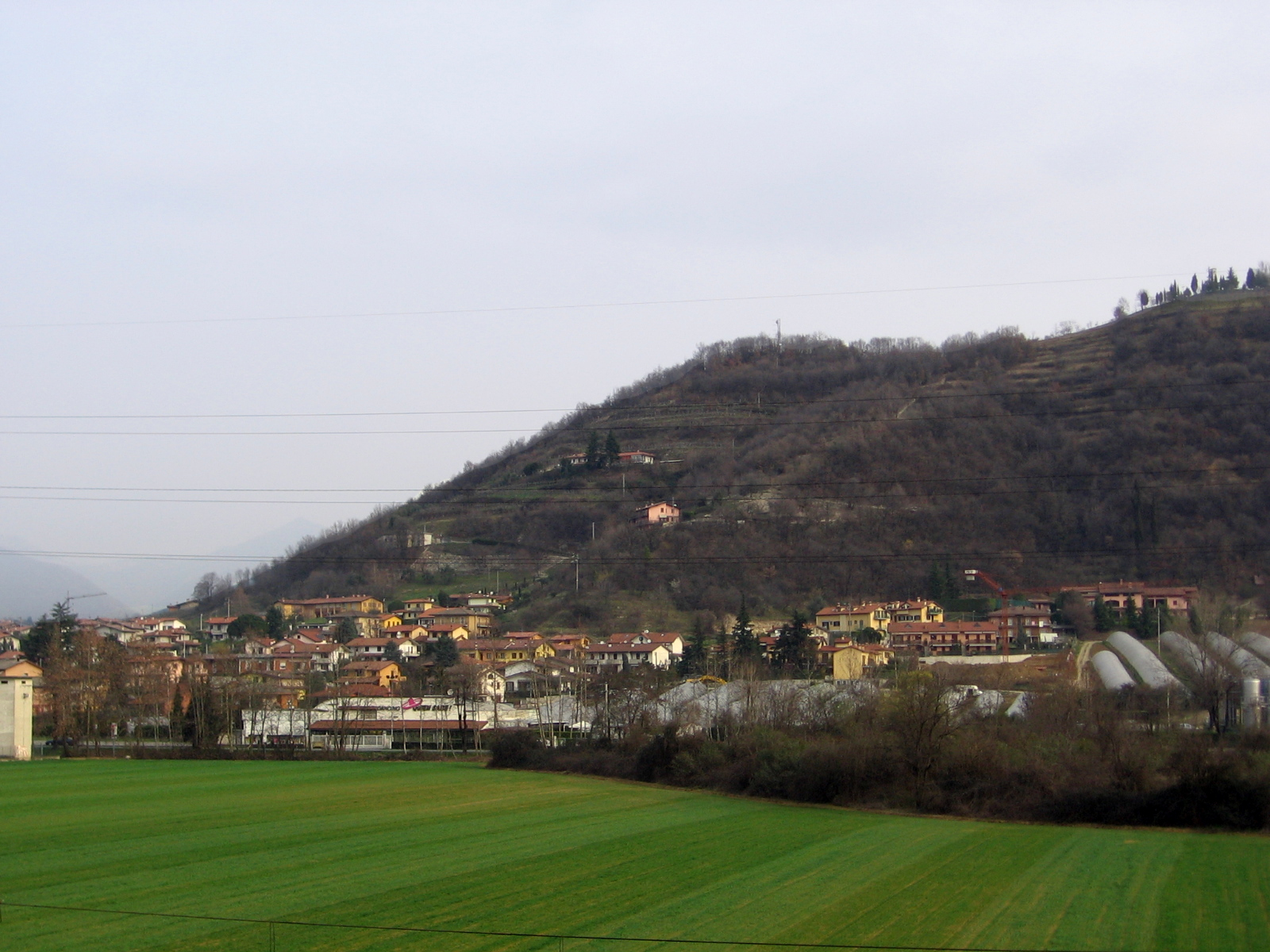
Zona nord